# 국립영덕청소년해양환경체험센터
국립청소년해양센터는 해양환경체험을 통해 청소년이 해양생명체의 소중함을 인식하게 하고 미래 해양자원 개발, 기술 발전에 대한 비전을 제시하고자 설립된 4계절 전천후 해양체험시설이다.
2013년 7월 18일 개원하였고 경상북도 영덕군 영덕읍 영덕대게로 911-44번지에 위치하고 있다.

## 연혁
- 2011.05.12. 국립영덕청소년해양환경체험센터 기공식
- 2013.05.31. 국립영덕청소년해양환경체험센터 준공
- 2013.07.01. 제1대 유홍룡 원장 취임
- 2013.07.18. 국립영덕청소년해양환경체험센터 개원

## 조직

### 국립청소년해양센터 원장
- 해양활동부
- 활동운영부
- 활동협력부

## 주요 업무
- 학교단체 수련활동 : 초·중·고(1박 2일, 2박 3일)
- 수학여행 및 간부수련활동
- 취약계층성장지원사업 : 기초생활수급자, 한부모가정, 장애, 탈북자, 조손가정 등
- 가족캠프, 특성화캠프
- 청소년지도자 연수, 예비지도자 실습
- 청소년 해양 활동 프로그램 개발 및 보급
- 자유학기제 수업
- 창의적 체험활동
- 기업·단체·종교기관 교육 연수

## 같이 보기
- 한국청소년활동진흥원
- 국립평창청소년수련원
- 국립중앙청소년수련원
- 국립고흥청소년우주체험센터
- 국립김제청소년농업생명체험센터